# Operation Safari
Operation Safari (tysk: Unternehmen Safari) var en militæroperation gennemført af den tyske værnemagt tidligt om morgenen den 29. august 1943 for at afvæbne og opløse den danske hær og flåde efter augustoprøret og samarbejdspolitikkens ophør. Flådens sænkning var det danske modsvar. På dansk side resulterede operationen i 23 faldne danskere, to dræbte civile og ca. 53 danske sårede. Tyskerne havde tilsvarende tab.

## Forløb
Augustoprøret 1943 havde givet den tyske general Hermann von Hanneken et påskud til at igangsætte Operation Safari, så den danske hær og flåde ikke kunne hjælpe de allierede styrker i tilfælde af en invasion. Det havde længe været von Hannekens ønske at gennemføre operationen, og allerede fra efteråret 1942 havde han syslet med planerne.
Tilsvarende havde det danske forsvar udarbejdet forholdsordrer til imødegåelse af et tysk angreb. Forholdsorden af 19. marts 1943, der blev fulgt i forbindelse med Operation Safari, lød:
| Citat | Stilles fra tysk militær side krav om våbenaflevering, overlevering af beholdninger, kaserner eller andet, uden at der fra egen foresatte myndighed er tilgået ordre i så henseende, henvises til, at forholdsordre først må indhentes, hvilket vil kunne ske i nærværelse af en officer fra vedkommende tyske kommando eller myndighed, hvis dette ønskes. Fastholdes kravet med fordring om øjeblikkelig effektuering må forholdene afgøre, hvilken holdning der skal indtages: er vedkommende tyske officer kendt som kompetent myndighed på stedet eller som udsendt fra denne, eller er man øjeblikkelig stillet overfor et regulært kommando, gives efter under protest, idet melding snarest afgives til nærmeste foresatte myndighed; — er vedkommende tyske officer ikke den pågældende danske chef bekendt, og er han ikke støttet på et kommando af en sådan form, af dette giver indtryk af at forlene henvendelsen med autoritativt præg, afslås opfordringen, og eventuelle trusler om magtanvendelse besvares med henvisning til egen ordre om at møde magt med magt. Et Köpenick-forløb må under ingen forhold forekomme. | Citat |
|       | |       |

Forholdsorden af 2. juli 1943 til imødegåelse af et nazistisk kupforsøg lød:
| Citat | Angreb eller forsøg på indtrængen i kaserner eller belagte bygninger, forsøg på at tilegne sig hærens våben eller ammunition såvel som direkte angreb eller afvæbningsforsøg rettet mod danske militære styrker skal øjeblikkelig imødegås med alle til rådighed værende midler. Anvendelse af militære styrker på rekvisition fra civiløvrigheden til bevogtningstjeneste eller til indgriben mod sammenstimling o. lign. udenfor kaserne, militært etablissement eller belagt bygning såvel som forlæggelse af styrker til anden lokalitet (by) end garnisonsbyen må kun ske med generalkommandoens bemyndigelse. Vedkommende tyske division (pladskommandant) underrettes da ved pågældende danske divisions (garnisonskommandants) foranstaltning om foretagne foranstaltninger af denne art. | Citat |
|       | |       |

Om eftermiddagen lørdag den 28. august havde forsvarsminister Søren Brorsen og viceadmiral A.H. Vedel et samråd. Resultatet af samrådet blev, at søværnskommandoen udsendte ministerens nye ordre til enhederne på Holmen. Den lød: "Besættelse af Skibene paa Holmen maa efter Regeringens Bestemmelser ikke imødegaas med Magt." Søværnskommandoen valgte dog på egen hånd at tilføje følgende: "Skibene kan efter Omstændighederne sænkes." Brorsen gav en lignende besked til Hæren under ledelse af generalløjtnant Ebbe Gørtz, som svarede, at han ikke kunne forhindre kampe i at opstå på kasernerne.
Klokken 0400 den 29. august 1943 angreb tyske enheder alle større danske militærinstallationer på Sjælland og Fyn. Jylland var mere eller mindre rømmet af dansk militær under tvang, fordi tyskerne frygtede en engelsk invasion. Operation Safari førte til sporadiske og uorganiserede kampe mellem de tyske og danske soldater, men nogen samlet modstand fra dansk side var der ikke tale om. Kampene mellem de tyske og danske soldater under operationen kostede dog i alt 23 dræbte og omkring 40 sårede danske soldater. De hårdeste kampe, der resulterede i dødsfald, fandt sted på Flådestation Holmen, i Korsør, i Nyborg, på artilleriskibet Niels Iuel i Isefjorden, på Gernersgades Kaserne, i Ballonparken, på Livgardens Kaserne, på Jægersborg Kaserne, på Middelgrundsfortet, på Gardehusarkasernen i Næstved og på Odense Kaserne.
I Gernersgade deltog medlemmer af modstandsgruppen BOPA i kampene mod besættelsesmagten, og en modstandsmand blev dræbt i den nærliggende Klerkegade. Desuden blev en ung mand, Hartvig Hansen, et tilfældigt offer for de heftige kampe på Artillerivej ved Ballonparken.
Den væsentligste danske indsats for at forhindre, at militært materiel kom i tyskernes hænder, foregik på Flådestation Holmen, hvor det lykkedes den danske flåde at sejle 13 skibe til havne i det neutrale Sverige og sænke eller ødelægge yderligere 30 fartøjer, således at tyskerne ikke kunne drage nytte af dem. Billederne af de sænkede skibe på Holmen viste de allierede, at Danmark var på deres side. Ordren til sænkning blev derfor sendt til alle enheder, for eftersom tyskerne havde anbragt kanoner langs bl.a. Langelinie var det umuligt for de danske skibe at undslippe fra Holmen. Af flådens 52 fartøjer befandt to sig på Grønland, mens 32 blev sænket af egen besætning. 4 nåede svensk territorium og 14 blev erobret uskadte af tyskerne. Tyskerne hævede efterfølgende hovedparten af de sænkede enheder, og femten af disse kom i en eller anden form for aktiv tjeneste i den tyske flåde.
Andre steder lykkedes det at ødelægge våben og materiel eller at overdrage det til modstandsbevægelsen, men alligevel kunne tyskerne beslaglægge store mængder håndvåben, artilleri, køretøjer, fly, værksteder etc.
Den tyske værnemagt afvæbnede og internerede under operationen ca. 4600 danske officerer og værnepligtige og satte dem under tysk bevogtning. Det lykkedes imidlertid nogle af dem at flygte over Øresund til Sverige, og flere af de flygtede danske officerer og værnepligtige nærede et ønske om at blive transporteret videre til England for at tilslutte sig de allierede tropper. Sverige ønskede med sin neutrale position i krigen dog ikke at fungere som transitland for allierede soldater og afviste derfor ønsket. De flygtede officerer og værnepligtige var dermed tvunget til at blive i Sverige, til krigen var forbi. Det var bl.a. disse officerer og værnepligtige, der blev en del af Den Danske Brigade i Sverige. Andre officerer gik under jorden i Danmark og dannede Den lille Generalstab, der koordinerede modstandsbevægelsens militærgrupper under ledelse af generalløjtnant Ebbe Gørtz.
Der er opstillet mindesten over danske faldne i bl.a. Korsør, Næstved, i Holmens Kirke, på Islands Brygge, i Trige, på Varde Kaserne og Jægersborg Kaserne.

## Liste over angrebne militæranlæg

### Hæren
København:
- Amalienborg Slot
- Ballonparken (3 dræbte og X sårede)
- Bådsmandsstrædes Kaserne
- Gernersgades Kaserne (3 dræbte og 5 sårede)
- Herluf Trolles Gades Kaserne
- Hærens Ammunitionsarsenal
- Hærens Gymnastikskole, Ryvangen[7]
- Hærens Officersskole, Frederiksberg Slot
- Jægersborg Kaserne (1 dræbt og 1 såret)
- Livgardens Kaserne (2 dræbte og X sårede)
- Ny Tøjhus (3 dræbte og X sårede)
- Rigensgade 9 og 11
- Skydeskolen for Håndvåben
- Sorgenfri Slot
- Kontorerne i Stokhusgade 3
- Svanemøllens Kaserne
- Øregaard Kaserne

Sjælland:
- Gribskovlejren
- Holbæk Kaserne
- Fodfolkets Kornet- og Løjtnantskole, Jægerspris
- Svæveflyvelejren ved Køge
- Grønnegades Kaserne, Næstved
- Gardehusarkasernen i Næstved (2 dræbte og X sårede)
- Ringsted Kaserne
- Roskilde Kaserne
- Slagelse Kaserne
- Vordingborg Kaserne

Lolland:
- Lejr ved Berritzgård
- Lejr ved Aalholm

Bornholm:
- Bornholms Værn

Fyn:
- Assens Kaserne
- Faaborg Kaserne
- Lejr ved Brockdorff, Hindsholm
- Kertemindelejren
- Nyborg Kaserne (3 dræbte og X sårede)
- Odense Kaserne (2 dræbte og 3 sårede)
- Ringe (3 sårede)
- Svendborg Kaserne og lejr ved Hvidkilde

### Flåden
København:
- Flådestation Holmen (2 dræbte og 2 sårede)
- Kongelundsfortet (blev først besat 31. august – 1 såret)
- Middelgrundsfortet (1 dræbt og X sårede)
- Taarbæk Fort (blev først besat 31. august)

Sjælland:
- Flådestation Korsør (2 dræbte og 2 sårede)
- Lynæsfortet

Fyn:
- Flådestation Nyborg (1 dræbt og X sårede)

Erobrede skibe:
- Torpedobåden Hajen – Erobret i Korsør
- Torpedobåden Narhvalen (Under hovedeftersyn på Holmen) – Taget af tyskerne
- Torpedobådene Najaden og Nymfen – Under bygning på Holmen. Taget af tyskerne
- Ubådene Ran, Triton og Galathea – Taget af tyskerne på Holmen, men blev ikke bragt i aktiv tjeneste
- Det flydende værkstedsskib Grønsund – Taget af tyskerne på Holmen
- Inspektionsskibet Ingolf – Erobret af tyskerne i Storebælt
- Inspektionsskibene Beskytteren og Islands Falk – Taget af tyskerne på Holmen.
- Minestrygeren MS 3 – Erobret af tyskerne i Køge Bugt
- Minestrygerne MS 5 og MS 6 – Erobret af tyskerne i Nyborg
- Minestrygerne Søløven, Søridderen og Springeren – Erobret af tyskerne i Korsør
- Minestrygerne Søhesten og MS 2 – Erobret af tyskerne i Kalundborg
- Opmålingsskibet Freja – Taget af tyskerne på Holmen.
- Hekla og Fyen (kaserneskibe) – Taget af tyskerne på Holmen.
- Sleipner (torpedotransportfartøj) – Erobret af tyskerne.
- Skagerak – Taget af tyskerne på Holmen.

Sænkede og skadede skibe
- Kystforsvarsskibet Peder Skram. Saltvandet ødelagde skibets maskiner, men tyskerne var i stand til at hæve det sænkede skib og slæbte det til Tyskland, hvor det kom til at fungere som artilleriskoleskib. Sænket mod krigens slutning.
- Torpedobådene Sælen og Nordkaperen
- Artilleriskibet Niels Iuel – Erobret af tyskerne ved Anneberg, delvist ødelagt (1 dræbt og 4 sårede). Skibet forsøgte at komme til Sverige, men blev bombet af tyske fly, og blev i stedet sat på grund, med åbne søventiler. Den tyske Kriegsmarine overtog skibet og satte det i 1944 i tjeneste under navnet Nordland. I tysk tjeneste fungerede det som skoleskib, ind til det blev sænket i Egernførde Fjord efter et flyangreb 3. maj 1945[8]. Vraget ligger der stadig, på omkring 30 m vand.

Skibe der kom til Sverige
- Minestrygeren Havkatten